# Hylopezus whittakeri
Hylopezus whittakeri là một loài chim trong họ Grallariidae.